# KDevelop
KDevelop è un free software IDE per GNU/Linux e altri Unix-like sistemi operativi integrato nell'ambiente desktop KDE e distribuito sotto licenza GPL. È stato completamente riscritto rispetto a KDevelop 2, non include un compilatore, ma all'interno usa il GNU Compiler Collection (oppure, opzionalmente, altri compilatori) per produrre codice eseguibile. La versione corrente supporta diversi linguaggi di programmazione come Ada, Bash, C, C++, Fortran, Java, Pascal, Perl, PHP, Python, Ruby ed SQL.

## Caratteristiche
Kdevelop usa un editor di testi integrato componente della tecnologica KPart. Per default l'editor è Kate. Sono molte le caratteristiche di Kdevelop:
- Evidenziazione della sintassi del codice ed indentazione automatica.
- Diversi tipi di gestore del progetto per ogni linguaggio usato, come automake, qmake per le Qt e ant per il java.
- Navigazione delle classi.
- Front-end per il GNU Compiler Collection.
- Front-end per il GNU Debugger.
- Wizard per generare e aggiornare definizioni di classi.
- Completamento automatico del codice per C/C++.
- Supporto per Doxygen.
- Include il controllo Subversion.
- Include il controllo Git

## Versioni future
Dopo l'uscita di KDE 4, KDevelop è stato riscritto in Qt 4, dato che la versione precedente, scritta in Qt 3, non poteva girare in KDE 4 per motivi di incompatibilità.
Nella versione 4 è notevolmente migliorato tutto l'IDE, a partire dall'integrazione del designer Qt4 fino all'introduzione dei progetti C#, dato che lo scopo degli sviluppatori, è quello di avere 4 punti cardine:
- C
- C++
- C#
- Java